# Kusti Kittilä
Kusti Kittilä (* 9. September 1981 in Pyhäjoki) ist ein ehemaliger finnischer Skilangläufer.

## Werdegang
Kittilä startete im März 2002 in Lahti erstmals im Skilanglauf-Weltcup und belegte dabei den 72. Platz über 15 km Freistil. Seine ersten Weltcuppunkte holte er im März 2005 in Lahti mit dem 28. Platz im Sprint. Von 2005 bis 2018 nahm er vorwiegend am Skilanglauf-Scandinavian-Cup teil. Seine beste Platzierung dabei erreichte er im Februar 2005 in Lapinlahti mit dem vierten Rang im Sprint. Im Oktober 2007 errang er in Düsseldorf mit dem 21. Platz im Sprint sein bestes Ergebnis im Weltcupeinzel. Bei finnischen Meisterschaften wurde er im Jahr 2009 Dritter und im Jahr 2015 Zweiter jeweils über 50 km Freistil. Anfang Januar 2012 errang er beim Vasaloppet China den zweiten Platz über 50 km klassisch Zweiter. Bei seiner ersten Weltmeisterschaftsteilnahme bei den Nordischen Skiweltmeisterschaften 2017 in Lahti kam er auf den 42. Platz im 50-km-Massenstartrennen. Im April 2017 wurde er in Ylitornio finnischer Meister über 50 km Freistil. In der Saison 2017/18 belegte er bei der Tour de Ski 2017/18 den 36. Platz und startete in Lahti letztmals im Weltcup, wobei er den 46. Platz über 15 km klassisch errang.